# Geneviève Aubry
Pour les articles homonymes, voir Aubry.
 (mai 2024).
Si vous disposez d'ouvrages ou d'articles de référence ou si vous connaissez des sites web de qualité traitant du thème abordé ici, merci de compléter l'article en donnant les références utiles à sa vérifiabilité et en les liant à la section « Notes et références ».
Geneviève Aubry est une femme politique suisse, née le 4 mars 1928 à La Chaux-de-Fonds (NE). Elle est originaire de La Chaux-des-Breuleux (JU).

## Biographie
Fille de l’ancien conseiller d’État bernois Virgile Moine, Geneviève Aubry obtient un diplôme de maîtresse d'enseignement ménager à l’École normale de Porrentruy. Elle est domiciliée à Tavannes.
Elle a exercé une activité journalistique, publiant notamment des articles dans des magazines féminins sous le pseudonyme de Geneviève Cohen[réf. nécessaire]. Elle a été la rédactrice de L’Atout, le bulletin de l'Action pour une libre information, une association dont le but était de contrer « l'information tendancieuse de la plupart des médias ». Certains journalistes, comme Denis Barrelet de 24 Heures, ont affirmé que ses positions se trouvaient parfois à la limite de l'extrémisme de droite : « ses prises de positions politiques, tout à droite du conservatisme le plus étriqué, parfois même inquiétantes ».
Elle est entrée en politique durant la période cruciale de la Question jurassienne, fondant le Groupement féminin de Force démocratique (GFFD), qui a compté jusqu'à 6 500 membres. Elle a été députée du Parti radical-démocratique au Grand Conseil bernois de 1978 à 1980, puis conseillère nationale élue du canton de Berne du 26 octobre 1979 au 3 décembre 1995. Lors de sa première élection, elle obtient le meilleur résultat de toute la Suisse en recueillant 123 493 suffrages.
Elle a présidé la Fédération romande des téléspectateurs et auditeurs, la branche romande de la Schweizerische Fernseh- und Radiovereinigung, dont le but était de dénoncer l'influence de la gauche dans les médias audiovisuels.
Geneviève Aubry a été membre de la délégation suisse à l'Union interparlementaire, de la Commission de politique extérieure et de celle des institutions politiques.
Elle a fait partie du comité de patronage de l'Arbeitsgruppe Südliches Afrika (Communauté de travail Afrique du Sud), une association d’amitiés avec l'Afrique du Sud, alors sous le régime de l'apartheid.
Elle échoue en 1986 dans sa tentative d'être élue au Conseil exécutif du canton de Berne (gouvernement).
En août 1988, elle est élue présidente de la Ligue anti-communiste mondiale (WACL), lors de son XXIe congrès, tenu à Genève, qu'elle organise avec Pierre Schifferli. Membre du comité exécutif de l'European Freedom Council (EFC) à cette date, elle en devient la présidente en juillet 1990, succédant au député britannique conservateur John Wilkinson. L'EFC est lié à la WACL depuis sa fondation en 1967 à Munich et au Bloc des nations anti-bolchéviques, en abrégé ABN, d'Iaroslav Stetsko et de son épouse Slava. Elle cède la présidence de la WACL cette même année, en juillet 1990 à Bruxelles, à l'ancien sénateur belge Robert Close, après deux ans alors que les présidents de cette association n'occupent cette fonction qu'une seule année normalement.
Dans les années 1992-1997, elle préside le comité romand de l'initiative populaire « Jeunesse sans drogue ».

## Publications
- Jura bernois 1952-1977 : Dans le sens de l'histoire. 25 ans de lutte, Tavannes, 1977
- Jura : Le temps des imposteurs, Tavannes, Éditions Agecopresse, 1977, 127 p.
- Mon aïeule derrière ses fourneaux, Tavannes, Éditions Agecopresse, 1981.
- Sous la coupole, pas sous la coupe!, Tavannes, Éditions Agecopresse, juillet 1983, 102 p.
- Toque & politique, Tavannes, Éditions Agecopresse, juin 1987, 64 p.